# Sir Johns Peak
Le Sir Johns Peak est une montagne de la Jamaïque qui s'élève à 1 347 mètres d'altitude. Il se trouve dans les Blue Mountains, situées dans la partie occidentale de l'île.